# Stenotarsia plagiata
Stenotarsia plagiata är en skalbaggsart som beskrevs av Waterhouse 1882. Stenotarsia plagiata ingår i släktet Stenotarsia och familjen Cetoniidae. Utöver nominatformen finns också underarten S. p. castanescens.